# Małgorzata Rejmer
Małgorzata Zofia Rejmer, poljska pisateljica, reporterka in novinarka, * 6. september 1985, Varšava

## Življenje in delo
Zaključila je študij kulturologije na Univerzi v Varšavi. Leta 2009 je debitirala z romanom Toksemija. Od leta 2009 se posveča zlasti žanru literarne reportaže, ki tematizira življenje v balkanskih državah, tj. v Romuniji in Albaniji. Plod avtoričinega večletnega bivanja in dela v Romuniji oziroma Albaniji sta literarni reportaži Bukarešta: Prah in kri (2013) in Blato slajše kot med: Glasovi komunistične Albanije (2018), ki sta prejeli številne prestižne poljske in mednarodne literarne nagrade. Njena dela so bila doslej prevedena v devet tujih jezikov (knjižne izdaje): v romunščino, albanščino, srbščino, ukrajinščino, češčino, estonščino, italijanščino, španščino in angleščino. V slovenščini je v literarni reviji Literatura, mesečniku za književnost v prevodu Jane Unuk izšel fragment iz romana Toksemija.
Małgorzata Rejmer piše tudi članke za znane poljske časopise in revije kot so Gazeta Wyborcza, Polityka, Tygodnik Powszechny, Newsweek Historia, Pismo, Herito, Dwutygodnik, Miesięcznik Znak, Ha!Art. Poleg tega vodi delavnice na temo pisanja literarne reportaže, med drugimi je bila gostujoča avtorica in predavateljica na Univerzi DePaul v Chicagu, ZDA (2022), na Inštitutu za reportažo v Varšavi (Instytut Reportażu, 2022, 2023), Univerzi Princeton, ZDA (2021), v Krakovu (Krakowskie Biuro Festiwalowe, 2021), in na Univerzi Babeș-Bolyai v Cluju-Napoci, Romunija (2014).
Bila je gostja literarnih rezidenc v Mehiki (v okviru Mednarodnega Literarnega festivala v Guadalajari, 2015), v Belgiji (Hasselt in Genk, projekt Citybooks, 2016) in v Krakovu (Fundacija Wisławe Szymborske, 2019). V juniju 2023 je gostovala v Sloveniji v okviru Literarne rezidence Gornji Grad, kjer je dokončala zbirko kratkih zgodb Ciężar skóry, ki je konec leta 2023 izšla pri založbi Wydawnictwo Literackie.

## Dela

### Roman
- Toksemija (pl. Toksymia), Varšava: Lampa i Iskra Boża, 2009.

- Slovenski prevod (fragment): Literatura 28/300, junij 2016. 152–169.

### Literarni reportaži
- Bukarešta: Prah in kri (pl. Bukareszt. Kurz i krew), Wołowiec: Wydawnictwo Czarne, 2013.

- Blato slajše kot med: Glasovi komunistične Albanije (pl. Błoto słodsze niż miód. Głosy komunistycznej Albanii), Wołowiec: Wydawnictwo Czarne, 2018.

### Zbirka kratkih zgodb
- Ciężar skóry, Krakov: Wydawnictwo Literackie, 2023.

## Nagrade
- 2020 Nagrada Kościelskih – za literarno reportažo Blato slajše kot med: Glasovi komunistične Albanije
- 2019 Paszport Polityki – za literarno reportažo Blato slajše kot med: Glasovi komunistične Albanije
- 2019 Nagrada Arkadija Fiedlerja – za literarno reportažo Blato slajše kot med: Glasovi komunistične Albanije
- 2019 Naslov mlade ambasadorke poljščine (Młody Ambasador Polszczyzny)
- 2018 Nagrada Warszawska Premiera Literacka – za literarno reportažo Blato slajše kot med: Glasovi komunistične Albanije
- 2014 Nagrada Gryfia – za literarno reportažo Bukarešta: Prah in kri
- 2013 Nagrada Newsweeka Terese Torańske – za literarno reportažo Bukarešta: Prah in kri
- 2013 Gwarancja Kultury TVP Kultura – za literarno reportažo Bukarešta: Prah in kri
- 2013 Nagrada Warszawska Premiera Literacka – za literarno reportažo Bukarešta: Prah in kri
- 2009 Nagrada Univerze v Gdansku za kratko zgodbo – Zadruga Pat (pl. Spółdzielnia Pat)
- 2008 Grand Prix Planete Doc Review za reportažo – Manikura in lepenka (pl. Manikura i tektura)

### Nominacije za nagrade
- 2019 Nagrada Nike – nominacija za literarno reportažo Blato slajše kot med: Glasovi komunistične Albanije
- 2019 Nagrada Ryszarda Kapuścińskega – nominacija za literarno reportažo Blato slajše kot med: Glasovi komunistične Albanije
- 2019 Nagrada National Geographic Traveler Award – nominacija za literarno reportažo Blato slajše kot med: Glasovi komunistične Albanije
- 2019 Nagrada MediaTory – nominacija za literarno reportažo Blato slajše kot med: Glasovi komunistične Albanije
- 2014 Nagrada Nike – nominacija za literarno reportažo Bukarešta: Prah in kri
- 2014 Paszport Polityki – nominacija za literarno reportažo Bukarešta: Prah in kri
- 2014 Nagrada Beate Pawlak – nominacija za literarno reportažo Bukarešta: Prah in kri
- 2014 Nagrada National Geographic Traveler Award – nominacija za literarno reportažo Bukarešta: Prah in kri
- 2010 Nagrada Gdynia – nominacija za roman Toksemija
- 2010 Nagrada PTWK – nominacija za roman Toksemija